# Bastak
Bastak este un oraș din Iran.